# Кімзе (громада)
Кімзе (нім. Chiemsee) — громада в Німеччині, розташована в землі Баварія на островах посеред однойменного озера. Підпорядковується адміністративному округу Верхня Баварія. Входить до складу району Розенгайм. Складова частина об'єднання громад Брайтбрунн-ам-Кімзе.
Площа — 2,57 км2, що робить Кімзе найменшою за площею громадою Баварії. Населення становить 196 ос. (станом на 31 грудня 2020).